# 카를 자이츠

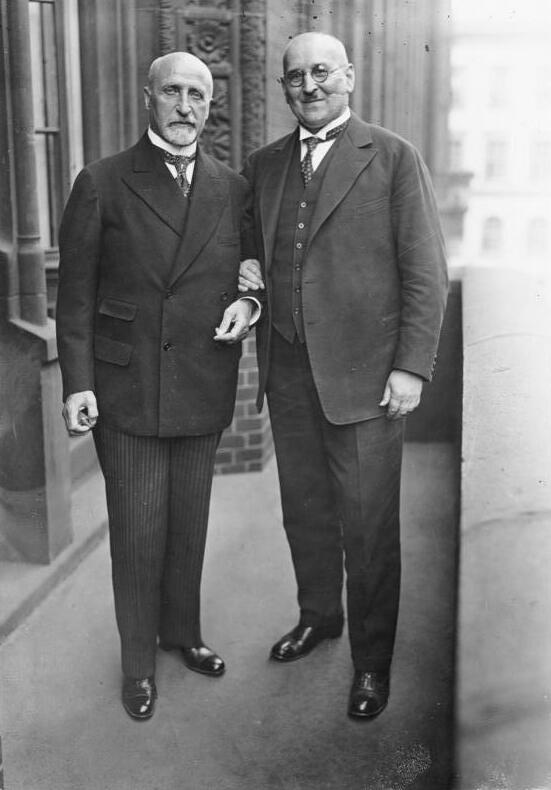
카를 자이츠(왼쪽)와 구스타프 노스케(오른쪽)

카를 요제프 자이츠(독일어: Karl Josef Seitz, 1852년 9월 4일~1938년 2월 3일)는 오스트리아의 정치인이자 초대 대통령이었다.

## 젊은 시절
카를 자이츠는 오스트리아-헝가리 제국 빈에서 석탄 무역업자의 아들로 태어났다. 1875년 아버지의 죽음 이후 자이츠의 가족은 비참한 빈곤 상태로 빠졌으며, 자이츠는 고아원으로 보내졌다. 그럼에도 불구하고 자이츠는 적당한 교육을 받았으며 니더외스터라이히주의 장크트푈텐에 있는 교원 양성소에 그가 등록할 수 있게 장학금을 주었다. 1888년에 그는 빈에 있는 공립 초등학교에서 일자리를 얻었다. 당시에 이미 노골적인 사회 민주주의자였던, 그는 정치적 활동을 위하여 몇 차례 훈련 받은 상태였다.